# Cantone di Villeneuve-l'Archevêque
Il Cantone di Villeneuve-l'Archevêque era una divisione amministrativa dell'arrondissement di Sens.
È stato soppresso a seguito della riforma complessiva dei cantoni del 2014, che è entrata in vigore con le elezioni dipartimentali del 2015.
Comprendeva i comuni di:
- Bagneaux
- Chigy
- Les Clérimois
- Courgenay
- Flacy
- Foissy-sur-Vanne
- Lailly
- Molinons
- Pont-sur-Vanne
- La Postolle
- Saint-Maurice-aux-Riches-Hommes
- Les Sièges
- Theil-sur-Vanne
- Vareilles
- Villeneuve-l'Archevêque
- Villiers-Louis
- Voisines